# Close (film 2022)
Close è un film drammatico del 2022 diretto da Lukas Dhont. Scritto da Dhont e Angelo Tijssens, si tratta della seconda collaborazione tra i due sceneggiatori dopo Girl del 2018. Il cast del film vede la presenza di Eden Dambrine, Gustav de Waele, Émilie Dequenne, Léa Drucker e Kevin Janssens.  
Presentato in concorso al 75º Festival di Cannes, dove ha vinto il Grand Prix Speciale della Giuria, Close è candidato al Premio Oscar al miglior film internazionale. La pellicola ha inoltre vinto il National Board Review Award ai migliori film straniero, ed è stata candidata ai Golden Globe, Satellite Award, Critics' Choice Awards e BIFA Awards nelle rispettive categorie al miglior film straniero. 
Close è stato accolto positivamente dalla critica cinematografica sia per la sceneggiatura che per la direzione di Dhont, con particolare apprezzamento per la capacità del film di narrare il percorso di crescita dall'infanzia all'adolescenza dei protagonisti e per l'attenzione rivolta alle tematiche queer. Il cast del film è stato elogiato dalla critica, in particolar modo l'interpretazione di Gustav De Waele e Eden Dambrine, quest'ultimo vincitore del Premio Magritte per la migliore promessa maschile.

## Trama
Belgio, Léo e Rémi, 13 anni, uniti fin da piccoli da una grande amicizia e affetto, passano le giornate d'estate assieme e dormono spesso a casa di Rémi. Léo, visibilmente il più affettuoso dei due, incoraggia l'amico a migliorare il più possibile a suonare l'oboe promettendo di essere il suo agente una volta diventato famoso nel mondo della musica. Qualche giorno dopo iniziano l'anno scolastico, conoscendo nuovi compagni di classe. I nuovi compagni notano un forte legame e un accentuato attaccamento tra i due. I due amici, infatti, senza alcuna preoccupazione di quello che potrebbero pensare gli altri, si scambiano continuamente gesti affettuosi. Durante la ricreazione, una compagna di classe chiede loro se stiano assieme dopo aver visto più volte Léo poggiare la testa sulla spalla di Rémi. Rémi sembra non reagire alla provocazione e rimane composto non dando tanta importanza alla questione; Léo, invece, cambia espressione dimostrando fastidio e facendo notare che anche lei scambia gesti di affetto con le compagne. La ragazza risponde che tra di loro è normale mentre tra ragazzi non lo è, sostenendo, inoltre, che forse non sono consapevoli che tra di loro ci sia qualcos'altro che amicizia.
Léo sembra dimenticare questo scontro con la compagna e il giorno successivo, durante il saggio di musica dell'amico Rémi, lo sente suonare e si commuove fino quasi a lacrimare per quanto lo trovi bravo. Successivamente, durante la ricreazione in giardino, dei ragazzi prendono in giro Léo con insulti omofobi. Questi commenti segneranno Léo profondamente, tanto che a scuola si allontana dal suo migliore amico per paura di altre critiche. Leò decide inoltre di entrare nella squadra di hockey sul ghiaccio per apparire più simile ai ragazzi della sua classe e distaccarsi dalle voci che girano su di lui. Rémi comincia a sentirsi trascurato, così lo invita a casa sua come di consueto. Mentre i due riposano sullo stesso letto, Léo decide di dormire su un altro letto attirando l'attenzione dell'amico e obbligandolo a non stargli vicino.
Durante una lotta cominciata per gioco subito dopo essersi svegliati, Léo allontana l'amico dal suo letto e diventa violento fino a fargli del male. Rèmi rimane colpito dalla brutalità ricevuta e poco dopo, in presenza dei genitori, ha un crollo emotivo che lui giustifica come un mal di pancia; in realtà ha capito che qualcosa è cambiato nel suo migliore amico. Nei giorni successivi Léo frequenta assiduamente un compagno di classe che fa parte della squadra di hockey, trascurando il suo migliore amico. Un giorno Rémi si presenta all'allenamento di hockey per vedere Léo, manifestando ancora affetto verso di lui senza però ricevere alcun gesto di apprezzamento che lo ignora quasi infastidito della sua presenza. I due percorrono in bicicletta la strada di casa e Léo, distaccato, quasi sconsiglia all'amico di unirsi alla sua squadra di hockey. Rémi in quel momento sembra mettere a fuoco che tra i due è cambiato qualcosa e rimane visibilmente dispiaciuto. Dopo qualche secondo chiede a Léo come mai si comportasse in quel modo e l'amico risponde con un secco: "non lo so". Dopo qualche secondo e dopo un freddo "ciao" da parte di Léo, i due prendono strade diverse e Rémi lo saluta dandogli appuntamento al giorno successivo.
Il giorno dopo però Léo non aspetta l'amico fuori di casa per andare a scuola assieme in bici, come di consueto, ma sceglie di andare assieme ad altri amici, dimenticando Rémi. Rémi, arrivato a scuola da solo, trova il suo amico già sul posto mentre parla con i compagni di classe e decide così di chiedergli spiegazioni ma Léo gli dirà solo delle bugie per evitare di rispondere. Per Rémi arriva un altro crollo emotivo, tanto da cominciare a picchiare Léo e piangere davanti ai compagni di classe, mentre Léo lo prega di stare calmo. Successivamente, trattenuto perfino dalle professoresse, Rémi riesce a divincolarsi e raggiungere Léo per picchiarlo e scaricare tutta la sua rabbia repressa. Mentre le docenti tentano di calmare Rémi in preda alla rabbia e al pianto, il fratello di Léo interviene allontanandolo. Léo, dall'altra parte del cortile inizia a piangere guardando Rémi ancora in preda all'ira. Nei giorni successivi, i due non si parlano, ma Léo certe volte guarda Rémi da lontano.
Qualche giorno dopo, la gita in riva al Mare del Nord viene interrotta e la scolaresca viene obbligata a rientrare a scuola in anticipo. Una volta arrivati a scuola, tutti gli studenti sono straniti dalla presenza dei genitori e si domandano cosa sia successo. Quando Léo vede sua madre che lo aspetta con un'espressione triste, capisce che è successo qualcosa, così decide di rimanere sull'autobus e viene subito raggiunto dalla madre, che in lacrime, gli dice che è successa una cosa a Rémi. Léo chiede se l'amico sia in ospedale, ma la madre gli rispose: "non c'è più". Il ragazzo, scioccato dalle parole della madre, scappa verso casa di Rémi con le lacrime agli occhi; si ferma davanti alla finestra della camera del suo amico e inizia a piangere rabbiosamente. Nei periodi successivi Léo tiene un atteggiamento distaccato e freddo con tutti tentando di dimostrare di non essere assolutamente dispiaciuto dall'accaduto. Continua la sua vita a scuola, con i nuovi amici e nella squadra di hockey. Tenta continuamente di andare a casa di Rémi per parlare con la madre senza però avere il coraggio. Un giorno è lei a raggiungerlo durante una partita di hockey e gli chiede di passarla a trovare vista la grande amicizia che c'era col figlio. Inizialmente finge di accettare e col tempo capisce che tutte le sue paure, le sue preoccupazioni, le sue rabbie e i rimorsi stanno venendo sempre più a galla rendendogli la vita difficile.
Un giorno decide di andare a casa di Rémi, dove incontra la madre. Entrati in casa iniziano a parlare della vita in generale, tutto tranne che di Rémi, mentre lentamente i suoi occhi si arrossano e riempiono di lacrime come se stesse trattenendo dal dire qualcosa. Léo chiede alla donna il permesso di andare in camera di Rémi; Léo va in camera del suo amico e guarda tra le sue cose, quando la donna gli chiede cosa fosse successo tra lui e Rémi. Questa domanda colpisce il ragazzo, che con una scusa scappa via. Quella notte, ormai distrutto dai rimorsi, mentre va a dormire in camera di suo fratello, confidandosi con lui capisce di sentire la mancanza di Rémi. Qualche giorno dopo Léo prende l'autobus per raggiungere l'ospedale dove lavora la madre di Rémi; la donna, stupita di vederlo lì, gli chiede più volte cosa ci faccia, ma il ragazzo non le risponde. Preoccupata, decide di accompagnarlo a casa. Durante la strada, Léo rivela alla donna che è sua la colpa di tutto: tutto quello che è accaduto a Rémi, compreso il suo suicidio, è solo colpa sua, specificando di averlo respinto. La donna scioccata ferma il veicolo e comincia a piangere assieme al ragazzo, fin quando gli dice di andar via. Léo scende dall'auto e scappa attraverso il bosco; viene subito raggiunto dalla mamma di Rémi che, come gesto di perdono, lo abbraccia e cerca di consolarlo. Il film si conclude con Léo che va a casa di Rémi, trovandola vuota e ormai disabitata. Rientrando a casa attraverso i campi fioriti si ferma un momento e pensa a Rémi. Poco tempo prima aveva percorso con il suo amico quello stesso campo e quello stesso sentiero. Si guarda intorno come per cercare Rémi e, rendendosi conto di essere solo ma di non averlo dimenticato, riprende il suo cammino verso il suo futuro.

## Produzione

### Sviluppo
Il 19 dicembre 2018 è stato annunciato che Lukas Dhont stava sviluppando il seguito del suo film debutto come regista Girl, premiato al Festival di Cannes del 2018. Il co-sceneggiatore Angelo Tijssens e il produttore Dirk Impens sono tornati a collaborare con Dhont per il film. Quest'ultimo ha dichiarato che il nuovo progetto cinematografico «sarà differente ma nello stile di Girl» e che «al centro ci sarà un personaggio queer». Nello scrivere il film, Dhont si è ispirato al libro Deep Secrets: Boys’ Friendships and the Crisis of Connection della psicologa Niobe Way, che documenta il suo studio sull'intimità tra gli adolescenti. Il regista ha spiegato l'ispirazione del libro nel processo di scrittura del film:
(Lukas Dhont)
Il 23 luglio 2020 è stato annunciato che Dhont aveva indetto un casting aperto per i due ruoli maschili principali del film, sottolineando che sarebbero stati affidati ad attori dilettanti e che sapessero parlare sia francese che fiammingo. Il 20 ottobre 2020 è stato annunciato che il film si sarebbe intitolato Close, col significato di «amicizia stretta».

### Cast
Il 29 giugno 2021 il film è stato inserito nell'elenco annuale di Eurimages dei finanziamenti alle coproduzioni, con il fondo che ha sostenuto il film con 300.000 euro, oltre che alla cooperazione finanziaria dell'agenzia di vendite internazionali The Match Factory. Le riprese principali sono iniziate il 9 luglio 2021, ed è stato annunciato anche la presenza nel cast di Émilie Dequenne e Léa Drucker per due ruoli principali. Parlando del film, Dhont ha dichiarato: «Tre anni dopo il travolgente viaggio di Girl, è incredibilmente bello tornare sul set, con questo cast e questa troupe di enorme talento, soprattutto perché questa storia mi sta molto a cuore».

### Riprese
Il film è stato girato in Olanda (Zundert, per le scene con i campi in fiore) e in Belgio (Wetteren, per la scuola).

## Colonna sonora
La colonna sonora del film è stata curata da Valentin Hadjadj. Robbie Collin, recensendo il film per The Telegraph , definisce la colonna sonora «splendida» apprezzando il fatto che si riveli «sobria» e «non dà mai l'impressione di cercare una risposta emotiva che gli attori non abbiano già a portata di mano».

## Promozione
Un trailer del film è stato reso disponibile il 7 settembre 2022.

## Distribuzione
Il film è stato presentato in anteprima mondiale il 26 maggio 2022 in concorso al 75º Festival di Cannes.
In Italia il film è stato distribuito nelle sale cinematografiche a partire dal 4 gennaio 2023 da Lucky Red.

## Accoglienza

### Critica
Sul sito di recensioni Rotten Tomatoes, Close ha un indice di gradimento del 91% basato su 46 recensioni di critici, con una valutazione media di 8,2/10. Su Metacritic, che utilizza una media ponderata, il film ha un punteggio di 83 su 100 basato su 13 recensioni, indicando un «plauso universale». Il film ha colpito la critica per la sceneggiatura e la regia di Dhont, di cui è stata apprezzata la tecnica cinematografica, oltre che la struttura narrativa, apprezzata per la capacità di trattare il tema dell'adolescenza e del coming out. La critica ha inoltre elogiato le performance degli attori presenti nel cast. Il film è stato associato a Chiamami col tuo nome di Luca Guadagnino del 2017.
Il critico Peter Bradshaw, recensendo il film per il The Guardian, gli ha assegnato un punteggio di 4/5, scrivendo che la storia narrata è «turbativa» in quanto sebbene «gli adolescenti siano oggi probabilmente più consapevoli, [...] delle tematiche LGBT; [...] la rottura di un'amicizia così intensa è sconvolgente». Inoltre riscontra nella relazione dei due protagonisti la capacità di esprimere ciò che «equivale a una sleale resa all'omofobia» poiché «non c'è ancora l'esperienza della vita adulta a spiegarlo». Il giornalista rimane inoltre piacevolmente colpito dalla recitazione degli attori, definendo «eccellenti» De Waele e Dambrine, e «pregevoli contributi» di Dequenne e Drucker. Robbie Collin, recensendo il film per The Telegraph, assegna un punteggio di 5/5, definendo il lavoro della regia «impeccabile» poiché le scene «sono gestite con un tocco sicuro ma leggero come una piuma», concludendo che «Close è un grande film sull'amicizia, ma forse un film ancora più grande sulla solitudine».
Leslie Felperin di The Hollywood Reporter definisce il film «una storia straziante ma ricca di emozioni» in cui «Dhont e la sua équipe sanno come innalzare il livello di emotività grazie a splendide riprese», trovando tuttavia che la narrazione sfiori il «limite delle esagerazioni» sull'esternazione dei sentimenti, sebbene il regista «tenga i freni a sufficienza» per placarli. Ben Croll, recensendo il film per TheWrap, riscontra una «struttura essenzialmente elementare» nella narrazione con «la prima metà che segue i ragazzi insieme e la seconda che li separa», in cui il regista «traccia con l'elegante, ma non certo nuovo, simbolismo dell'alternarsi delle stagioni». Il giornalista sottolinea che la regia ha la capacità di dare a tutto il cast dei «momenti per brillare», sebbene rimane «soprattutto la storia di Leo, [...] di maturazione intima e completa», in cui le capacità interpretative dell'attore offrono «un'interpretazione raffinata ed estremamente interiore».
Per la stampa italiana Roberto Nepoti de la Repubblica suddivide la narrativa del film in due momenti, la prima legata all'infanzia in un'atmosfera «idilliaca», mentre la seconda legata all'adolescenza «vira al drammatico mostrando l’evoluzione» dei protagonisti, in cui si denota «la delicatezza nell’affrontare il tema sensibile della sessualità quando è ancora acerba e indefinita». Il giornalista apprezza la sceneggiatura «ben padroneggiata», apprezzando la capacità del regista di compiere un «lavoro simbolico sui colori» che circondano i personaggi, sebbene nella seconda parte del film Dhont «si lasci possedere dalla tentazione del patetico sollecitando eccessivamente l’emozione dello spettatore».
In una recensione meno entusiasta Davide Stanzione di Best Movie assegna al film 2,2 stelle su 5, riportando: «Il film cattura palpiti e mutazioni dell’adolescenza con un formalismo impeccabile e molto rifinito ma anche inerte e accademico, fiaccato dagli abusi estetizzanti e dalle lacrime a bella posa».

## Riconoscimenti
- 2023 - Premio Oscar[22]
  - Candidatura al miglior film internazionale
- 2023 - Golden Globe[23]
  - Candidatura al miglior film straniero
- 2022 - Festival di Cannes[24]
  - Grand Prix Speciale della Giuria
  - In concorso per la Palma d'oro
- 2022 - British Independent Film Awards[25]
  - Candidatura al miglior film indipendente internazionale
- 2023 - Critics' Choice Awards[26]
  - Candidatura al miglior film straniero
- 2022 - European Film Awards[27]
  - Candidatura al miglior film
  - Candidatura al miglior regista a Lukas Dhont
  - Candidatura alla migliore sceneggiatura a Lukas Dhont e Angelo Tijssens
  - Candidatura al miglior attore a Eden Dambrine
- 2023 - Premio Magritte[28]
  - Migliore sceneggiatura a Lukas Dhont
  - Migliore attore non protagonista a Igor Van Dessel
  - Migliore attrice non protagonista a Émilie Dequenne
  - Migliore promessa maschile a Eden Dambrine
  - Migliore fotografia a Frank van den Eeden
  - Migliore scenografia a Eve Martin
- 2022 - National Board of Review[29]
  - Migliori film straniero
- 2023 - Satellite Award[30]
  - Candidatura al miglior film straniero
  - Candidatura al migliore sceneggiatura originale a Lukas Dhont e Angelo Tijssens